# Fuga de la Penitenciaría de Pedro Juan Caballero de 2020
La fuga de la Penitenciaría de Pedro Juan Caballero se llevó a cabo el 19 de enero de 2020 por parte de reos pertenecientes a la banda criminal Primeiro Comando da Capital (PCC).
La operación de escape ocurrió en la madrugada del domingo 19, mediante un túnel cavado por ellos mismos y en algunos puntos por las puertas principales de la penitenciaría. En total se han fugado 76 encarcelados que lograron salir de la penitenciaría y también están calificados en el nivel de «alta peligrosidad». El director de la penitenciaría fue separado de su cargo, uno de los reos fue capturado el mismo día de la fuga.
El suceso se desarrolló en la ciudad de Pedro Juan Caballero, capital del Departamento Amambay, cerca de la frontera con Brasil, además también desembocó en una crisis política en el gobierno del presidente Mario Abdo Benítez por las condiciones de seguridad carcelaria y la presunta complicidad de las fuerzas de seguridad con los reos para lograr el cometido de los segundo.
El 20 de enero ocurrió una fuga del Complejo Presidiario Francisco d'Oliveira Conde en Brasil, las autoridades de dicho país informaron que buscarán conexión entre lo que pasó en Francisco d'Oliveira Conde con lo de Pedro Juan Caballero, pues, los reos que participaron de la evasión también son miembros del Primeiro Comando da Capital.

## Contexto
El alto nivel de hacinamiento, mora judicial y poco control al movimiento de organizaciones criminales en los interiores desató una crisis en los sectores de justicia por la situación de las cárceles.
El 9 de septiembre de 2019 el presidente Mario Abdo Benítez declaró en «situación de emergencia» las penitenciarias a nivel nacional, elevó el presupuesto de su mantenimiento y ordenó que el Ejército Paraguayo colabore en la labor de vigilancia de las cárceles.

## Fuga
Según las autoridades un túnel fue el principal medio de escape de los 79 reos varones, pero uno de ellos —que llegó a ser capturado con posterioridad a la huida— informó que él y otros salieron por la puerta principal de la penitenciaría y eran un total de 91 personas, la alarma no fue activada y entre los prófugos estaría Pedro Juan Caballero alias "Minotauro", importante miembro de Primeiro Comando da Capital.
Posteriormente se mostró que había militares a 100 metros del túnel, varios de ellos tenían conexiones con el PCC, por eso los originarios de Brasil preferían cumplir sus penas en Paraguay.
| Los nombres de algunos fugados |
| --- |
| Planta Alta Paraguayos: Walter Torales, Gustavo Ariel Tabares, Sabio González, Daniel Paredes Morel, Enrique Duarte, Orlando Torres, Jorge Damián Villamayor, Hugo Ramón Pizuino, José Adrin Ojeda, Osvaldo Ferreira, Delrosario Gómez, Fidel Cristino Cardozo, Milciades Sanabria, Richard Antonio Robles, Rubén Gustavo Núñez, Silvio Gorrido, Santiago Núñez Irala, Moisés Rojas, José Antonio Marín, Cristín López, Francisco Peralta, Alberto Ariel Cristaldo, Gustavo Gómez, Robert David Cristaldo, Luis Martínez Vera, Cristian Vera, José Adrián Melgarejo, Marcio Valenzuela, Celso Luis Alvarenga, Ronal Francisco Brítez, Alejandro Mongelós, Sandro Robles, Héctor Silva y Édgar Cabrera. |
| Planta Alta Brasileños: Welinton Rocha Nery Da Costa, Angelo Batista De Almorin, Eduardo Alves Dacuña, Flavio Rotela, Jhon Barboza, Francisco De Chagas, Rafael Carballo Da Silva, Mauro Vieira, Derliz Marquez González, Lucas De Souza, Wilian Santos, Lacson Da Silva Paula, Rodrigo Da Silva, Ricardo Smanioto, Odaia Ferreira Dos Santos y Cleiton Nunes. |
| Planta Baja Paraguayos: Francisco Bernardo Giménez |
| Planta Baja Brasileños: José Antonio Dos Santos, Timoteo David Ferreira, Alex Dos Santos, Wilian Benjamín González Salinas, Jacson Rafael Dos Santos Da Silva, Felipe Diogo Fernández, Alla Dos Santos Gadeche, Luis Antonio Varela Da Silva, Laurindo Dae Sousa Neto, Osvaldo Poginto, Murilo Rodríguez, Cicero Fernández Décimo, Reinaw Cantero, Rodrigo Rocha De Araujo, Marcos Paulo Valdez, Julio César Gómez, Ailton Betello Dos Santos, Rafael De Sousa N., Wilson Curlo Torres, Alan Tavares Da Silva, Cicero Marco Silva, Lucas Alves Da Silva, Lucianno De Sousa Martínez y Claudinei Predebon.                                                                                              |

## Respuesta gubernamental
El escape ocasionó una división en el gobierno del presidente Mario Abdo Benítez, su gabinete dio opiniones contradictorias entre sí.
La  ministra de Justicia, Cecilia Pérez Rivas expresó lo siguiente:

Esto no fue un trabajo de un solo hombre y tampoco algo que se hace un día, es imposible que nadie sepa nada, no puede ser que nadie haya visto algo.

Mientras que el ministro de Defensa, Bernardino Soto Estigarribia defendió a los militares presentes:

Ellos no tienen atribución para solicitar la identificación de personas que entran y salen por accesos normales habilitados. Para los que se fugan por túneles es otra cosa.

El jefe de Seguridad de la Penitenciaría, Matías Vargas, y el director de la cárcel, Cristian González fueron destituidos por Pérez. 30 vigilantes de la penitenciaría fueron detenidos por orden del Ministerio Público.
Por la Circular N° 04/2020 del Ministerio de Justicia se suspendió el periodo vacacional de funcionarios carcelarios por encontrarse en situación de emergencia.

### Crisis política
El presidente Mario Abdo Benítez a raíz de la fuga expresó que dichos criminales «...no se sienten cómodos» en Paraguay en alusión a la presunta mano dura de su gestión para manejar efectivamente la seguridad de las cárceles, por lo que también anotó a su anterior frase que «estamos en una guerra, hay batallas que vamos a perder y batallas que vamos a ganar, pero no vamos a rendirnos ante los eventuales fracasos». El 21 de enero, parlamentarios en el Congreso de Paraguay del Partido Liberal Radical Auténtico y Frente Guasu aludieron la posibilidad de iniciar un juicio político contra el presidente por el escape de los encarcelados. El Congreso también citó a los ministros de Defensa, Bernardino Soto, de Interior, Euclides Acevedo, y de Justicia, Cecilia Pérez, para explicar el motivo de la fuga.
El ministro del Interior recomendó capacitar a los funcionarios de las cárceles para evitar casos de corrupción que los implique, también expresó que su permanencia en la cartera depende de la decisión del presidente Abdo.

### Recapturas
El Departamento de Operaciones Fronterizas de Brasil informó el 20 de enero que capturaron a uno de los fugados de origen brasileño en su territorio. El 21 de enero, el Ministerio de Justicia confirmó la captura de seis paraguayos que participaron en la fuga.

## Reacción internacional
Los gobiernos de Argentina y Bolivia activaron alertas policiales en sus respectivas fronteras con Paraguay para evitar el posible ingreso de algunos de los reos fugados a sus territorios. El gobierno de Brasil ofreció ayuda al gobierno paraguayo para las operaciones de recaptura.